# Thor Pedersen
Pour les articles homonymes, voir Pedersen.
Thor Pedersen, né le 14 juin 1945, est un homme politique danois. Ancien ministre, il est président de la Folketing (Assemblée nationale) entre 2007 et 2011.

## Biographie
Thor Pedersen est diplômé en économie à l'université de Copenhague en 1978.
Il est ministre du Logement de 1986 à 1987, ministre de l'Intérieur de 1987 à 1993, ministre de la Coopération nordique de 1988 à 1992 et ministre des Affaires économiques en 1993. De plus, il est ministre des Finances du Danemark entre le 27 novembre 2001 au 23 novembre 2007 dans le gouvernement d'Anders Fogh Rasmussen.
En novembre 2007, quelques jours avant les élections législatives anticipées, il annonce qu'il s'agit du dernier mandat de député qu'il brigue. Après le scrutin, il quitte le gouvernement pour devenir président du Folketing.